# Armenia na Zimowych Igrzyskach Olimpijskich 2002
Armenię na Zimowych Igrzyskach Olimpijskich 2002 reprezentowało dziewięciu zawodników. Wystartowali oni w narciarstwie alepjskim, biegach narciarskich, łyżwiarstwem figurowym, oraz w bobslejach.
Był to trzeci start Armenii jako niepodległego państwa na zimowych igrzyskach olimpijskich (poprzednie to 1994, 1998).

## Wyniki reprezentantów Armenii

### Biegi narciarskie
- Aram Hadżijan

15 km techniką klasyczną - 66. miejsce
30 km techniką klasyczną - 62. miejsce
50 km techniką klasyczną - 56. miejsce
sprint - 62. miejsce
10 km na dochodzenie - 71. miejsce
- Margarita Nikolian

10 km techniką klasyczną - 56. miejsce
15 km techniką klasyczną - nie ukończyła. miejsce
sprint - 58. miejsce
5 km na dochodzenie - 69. miejsce

### Bobsleje
- Yorgo Alexandrou

dwójki - 33. miejsce
- Dan Janjigian

dwójki - 33. miejsce

### Łyżwiarstwo figurowe
- Marija Krasilcewa i Artiom Znaczkow

para mieszana - 20. miejsce
- Julija Lebiediewa

indywidualnie - nie ukończyła

### Narciarstwo alpejskie
- Arsen Harutiunian

slalom - nie ukończył
- Wanesa Rakedżian

gigant slalom - 47. miejsce
slalom - 29. miejsce